# Aclastus minutus
Aclastus minutus là một loài tò vò trong họ Ichneumonidae.